# Bajir
Bajir, também conhecido como Bajar ou Bahar, era uma divindade menor, adorada pelos azeditas da Arábia pré-islâmica. Além de ter sido cultuada por essa tribo, há indícios de que outras tribos vizinhas, tais como os taitas e alcudas, também poderiam tê-la reverenciado.  
Diz-se que Mazim ibne Gaduba Altai, um nativo de Omã, foi o último guardião do ídolo e que, durante um sacrifício, ouviu uma voz que o ordenava a desistir de sua fé no ídolo para converter-se ao Islã. Neste momento, Mazim destruiu o ídolo e dedicou o resto de sua vida na disseminação da nova doutrina na região.